# Synopeas mahunkai
Synopeas mahunkai är en stekelart som beskrevs av Peter Neerup Buhl 2006. Synopeas mahunkai ingår i släktet Synopeas och familjen gallmyggesteklar. Inga underarter finns listade i Catalogue of Life.